# EchoStar XVII
O EchoStar XVII (antigo Jupiter 1) é um satélite de comunicação geoestacionário estadunidense que foi construído pela Space Systems/Loral (SS/L). Ele está localizado na posição orbital de 107 graus de longitude oeste e é operado pela EchoStar. O satélite foi baseado na plataforma LS-1300 e sua expectativa de vida útil é de 15 anos.

## História
A Hughes Network Systems, LLC (HUGHES) anunciou em junho de 2009 que iria lançar um satélite de alto rendimento de nova geração, chamado Jupiter 1 no primeiro trimestre de 2012 para expandir os seus serviços de rápido crescimento de fornecimento de internet de banda larga HughesNet na América do Norte. Projetado para oferecer mais de 100 Gbps, o novo satélite Hughes usa uma versão aprimorada do padrão IPoS, o padrão de satélite do mundo que levando banda larga aprovado pela ETSI, TIA e ITU.
A EchoStar adquirido a Hughes Network Systems por US $ 1,3 bilhões em fevereiro de 2011 e o satélite foi rebatizado para EchoStar XVII.

## Lançamento
O satélite foi lançado com sucesso ao espaço no dia 5 de julho de 2012 às 21:36 UTC, por meio de um veiculo Ariane 5 ECA lançado a partir do Centro Espacial de Kourou, na Guiana Francesa, juntamente com o satélite MSG-3. Ele tinha uma massa de lançamento de 6 100 kg.

## Capacidade e cobertura
O EchoStar XVII é equipado com 60 vigas de downlink (banda Ka) para entregar serviços via satélite de banda larga para a América do Norte.